# Евхарис
Евхарис (Eucharis) — рід близько 15-20 видів неотропічних рослин родини Амарилісові, що походять з Центральної Америки та Південної Америки, від Гватемали на південь до Болівії. Деякі види натуралізувались у Мексиці, Вест-Індії та на розкиданих тропічних островах. Англійська назва Amazon lily іноді використовується для всіх видів у роді (як і для інших родів), але особливо використовується для Eucharis amazonica та Eucharis × grandiflora, які часто плутають.

У першій половині XIX століття рослина була завезена в Європу і швидко поширилася в садовій та кімнатній культурі.
У різний час виділялося від 10 до більш ніж двадцяти видів евхариса. У природі вони легко утворюють гібриди один з одним, що ускладнює класифікацію. Відомі також гібриди евхариса зі спорідненими родами амарілісових. У кімнатній культурі широко поширений Eucharis grandiflora, виведений ряд його сортів.